# Бай-Хаак
Бай-Хаак (рос. Бай-Хаак; тув. Бай-Хаак) — село, яке входить до складу Тандинського кожууна Республіки Тива Російської Федерації. Має статус центру кожууна. Відстань до Кизила — 57 км, до Москви — 3997 км. Село засновано у 1909 році.

## Населення
Населення сумона станом на 1 січня року:
| Рік    | 2011 | 2012 | 2013 | 2014 | 2015 |
| ------ | ---- | ---- | ---- | ---- | ---- |
| Насел. | 2990 | 3007 | 3049 | 3079 | 3110 |